# 軽海西城
軽海西城（かるみにしじょう）は、岐阜県本巣市にあった日本の城（平城）。城跡には円長寺が建立されている。1970年（昭和50年）4月15日付で本巣市指定史跡。

## 概要
築城年代は不明。中世には稲葉氏が数代にわたって居城とし、1468年（応仁2年）に稲葉氏が東濃へ移った後は、斎藤道三が在城したという。1559年（永禄2年）には織田信長と斎藤龍興の勢力争いが当地であり、翌1560年（永禄3年）に織田家の家臣・池田恒興の家老である片桐俊元が修築して居城とした。俊元はやがて池尻（現・大垣市）へ移り、1589年（天正17年）に豊臣秀吉の家臣・一柳直末が大垣城から軽海西城に移って6万石を領した。直末は翌1590年（天正18年）の小田原征伐で戦死し、城は廃城となった。その後、1640年（寛永17年）に城跡に円長坊が建てられ、宝暦年間に円長寺となって現在に至る。昭和初期には城郭の遺構も一部に残っていた。
なお、かつて城の東方には軽海東城があり、加留美長勝、朝倉高清、安藤守宗（安藤守就の次男）などが拠ったとされる。

## 所在地
岐阜県本巣市軽海

## アクセス
- 樽見鉄道樽見線北方真桑駅から徒歩20分